# 龍遇奇
龍遇奇（1566年—1620年），字才卿，號鍾華、又号紫海，江西吉安府永宁县塘南人，明朝政治人物。

## 生平
万历十六年（1588年）戊子科江西乡试舉人，二十九年（1601年）辛丑科進士，觀政都察院，授海澄縣知縣，三十年丁憂。三十二年起補浙江金華縣知縣，三十八年行取考選，四十年擢湖廣道御史，巡按陕西，时秦中多冤狱，系于理者数十年不得释。遇奇阅故牍，多所平反，宥无辜数百人。著《三秦愼谳恤疑録》。四十五年奉命巡盐两淮，以淸谨著闻，卒于官。

## 家族
曾祖龍侔。祖龍廷鎰。父龍鼎，增廣生。